# Turmhügel Kellerhübl

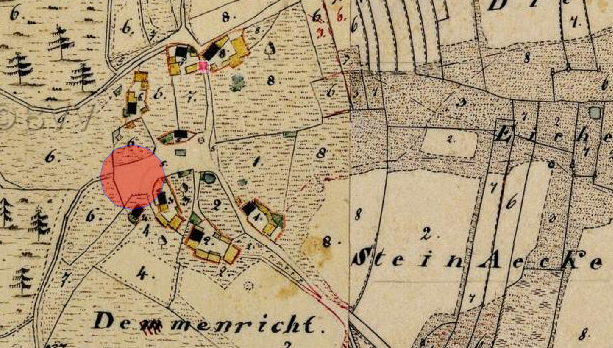
Lage des Turmhügels Kellerhübl auf dem Bayerischen Urkataster

Der Turmhügel Kellerhübl liegt im Ortsteil Demenricht der Oberpfälzer Stadt Schnaittenbach im Landkreis Amberg-Sulzbach von Bayern; der völlig verebnete Turmhügel (Motte) liegt 3600 m südöstlich von Schnaittenbach. Der Turmhügel ist in der Bayerischen Denkmalliste als Bodendenkmal mit der Nummer D-3-6438-0019 aufgeführt. Geschichtliche Nachrichten sind nicht bekannt.